# Bod-kódex
A Bod-kódex 1520 körül keletkezett magyar nyelvemlék. Terjedelme 16 levél, eredetileg a Cornides-kódex része volt, amelyről Cornides Dániel választotta le, valamint ő nevezte el a Bod Péterről. Ferences eredetű, a Cornides-kódex többi részéhez hasonlóan ez is Ráskay Lea, Margitszigeten élt apáca keze munkája. A nyelvemlék a 17. század elején a pozsonyi klarissza apácák tulajdonába került, összeköttették a Cornides-kódex-szel és más nyelvemlékekkel, kolligátumot alakítva ki. A mű a 19. század elején került a budapesti Egyetemi Könyvtárba, amely ma is őrzi, raktári jelzete: Cod. Hung. 7.
A mű két, példákkal illusztrált értekezés az ember három legnagyobb ellenségéről: a világról, a testről és az ördögről (a halálról). A harmadik ellenség leírása dialógus-formában készült: az angyal, az ördög és az elkárhozott lélek beszélgetnek egymással. A Bod-kódex szövege csaknem teljes egészében azonos a Lobkowitz-kódex vonatkozó szövegével, de párhuzamos részletek más magyar nyelvű kódexekben is találhatóak.